# Édesvízi rákok

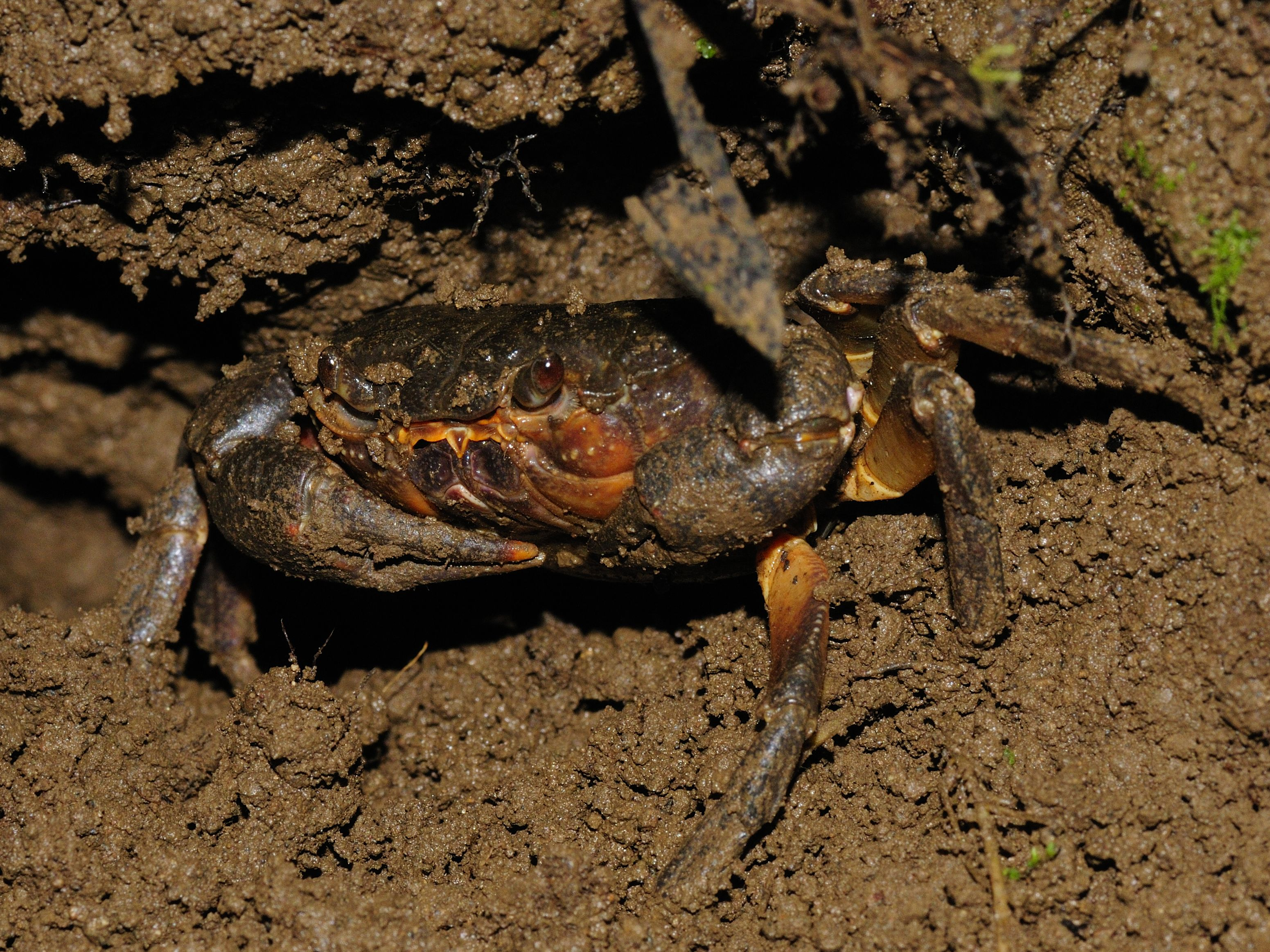
Potamon ibericum (Potamidae) Grúziában.

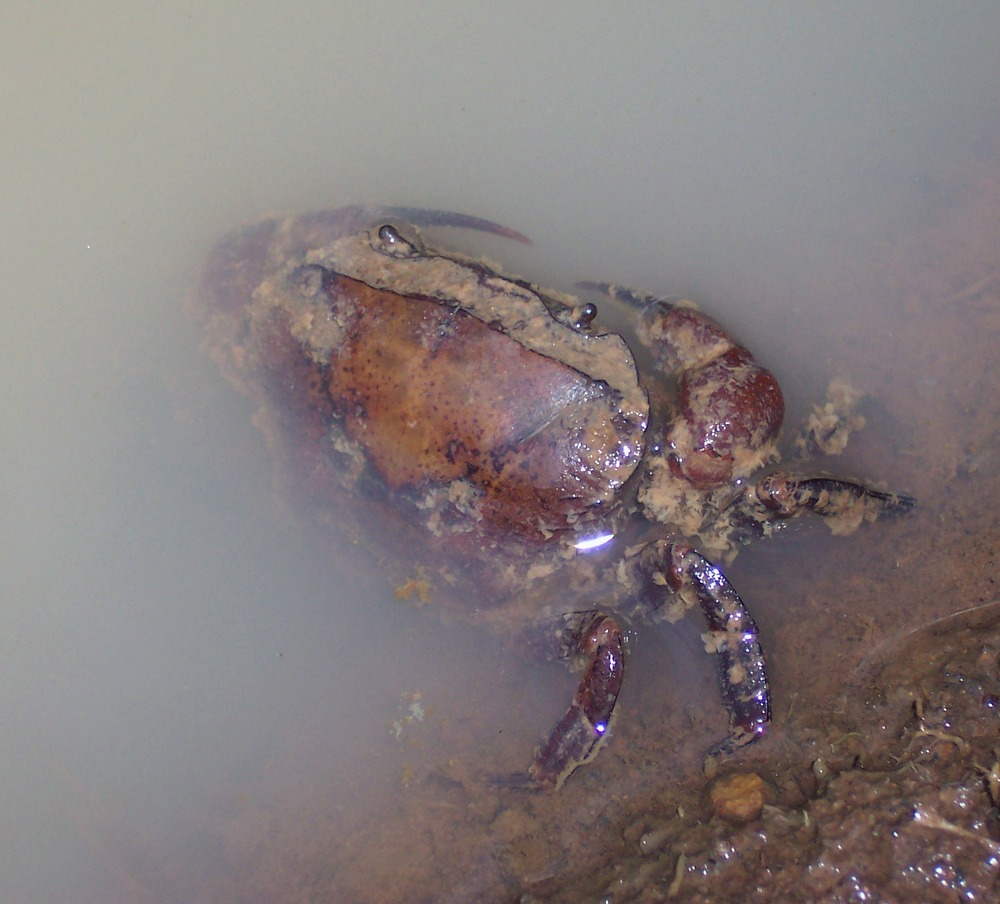
Parathelphusa convexa (Parathelphusidae) Indonéziában.

Az édesvízi rákok közé nyolc családba tartozó, több mint 1300 fajt sorolnak, amelyek a trópusi és szubtrópusi éghajlatú területeken élnek, mint nevük is mutatja, édesvízi környezetben. A tengeri rákokkal ellentétben, amelyek lárvák ezreit szórják szét a tengerben, az édesvízi rákok gondozzák ivadékaikat. Ez korlátozza is elterjedési területüket, a legtöbb édesvízi rákfaj csak egy szűk térségben honos. Számos faj veszélyeztetett vagy a kihalás szélén áll.

## Rendszertani besorolásuk
A több mint 6700 rákfaj közül 1300-at sorolnak az édesvízi rákok közé A összes édesvízi rákfaj számát – beleértve a még nem besorolt, illetve a tudósok számára ismeretlen fajokat is – jelenleg mintegy 2155-re becsülik.
Az édesvízi rákfajok öt családba tartoznak. Az egyes családokhoz tartozó fajok elterjedési területe eléggé korlátozott. A családok közötti filogenetikai kapcsolatrendszer még ma is vita tárgya, és azt sem tisztázott, hogy az édesvízi életmód hány alkalommal fejlődött ki a rákok között.
Az édesvízi rákok családjai (zárójelben az életterük):
Astacoidea öregcsalád
- Astacidae
- Cambaridae
- Erymidae
- Protastacidae

Trichodactyloidea öregcsalád
- Trichodactylidae (Közép-Amerika és Dél-Amerika)

Potamoidea öregcsalád
- Potamidae (Földközi-tenger medencéje, Ázsia)
- Potamonautidae (Afrika és Madagaszkár)
- Deckeniidae (Kelet-Afrika és a Seychelle-szigetek (a Potamonautidae családhoz is sorolják)
- Platythelphusidae (Kelet-Afrika) (a Potamonautidae családhoz is sorolják)

Gecarcinucoidea öregcsalád
- Gecarcinucidae (Ázsia)
- Parathelphusidae (Ázsia és Ausztrálázsia)

Pseudothelphusoidea öregcsalád
- Pseudothelphusidae (Közép- és Dél-Amerika)

Mivel az édesvízi élőlények fosszilis maradványai általában is ritkán fordulnak elő, az édesvízi rákok esetében is kevés fosszília maradt fenn. A legöregebb a Tanzanonautes tuerkayi, amely Afrikában egy oligocén korra datált rétegből került elő. Az édesvízi rákok kialakulása feltehetően a Gondwana őskontinens felbomlása után következett be.

## Jellemzőik

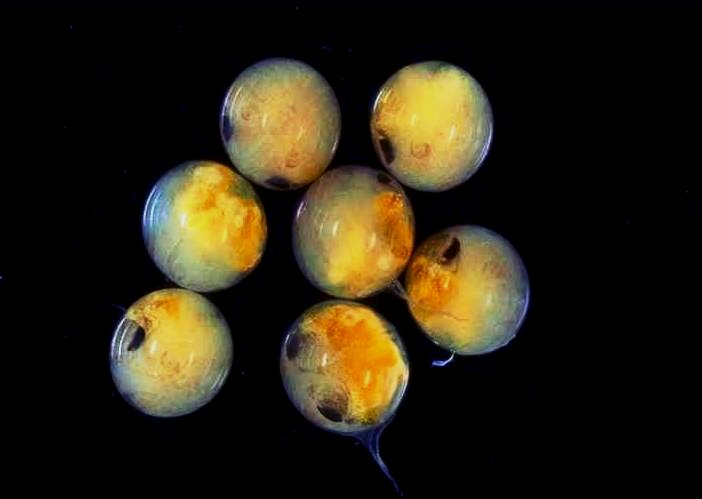
Potamon fluviatile peté, amelyek teljesen kiformálódott rákocskákat tartalmaznak. A tengeri rákokkal ellentétben az édesvízi rákok átalakulás nélkül fejlődnek ki.

Az édesvízi rákfajok morfológiailag igen hasonlóak, ezért a fajok közötti megkülönböztetésben fontos szerepet játszanak a potrohszelvények nyúlványai, főleg azok, amelyek párzószervvé módosultak. Az édesvízi rákok átalakulás nélkül fejlődnek, vagyis a petéből teljesen kifejlődött rákok bújnak ki, nem pedig a tengeri rákfajokra jellemző zoëa lárva, amelyet esetleg naupliusszerű alak előzhet meg. Az édesvízi rákok általában pár száz petét raknak le, amelyek fejlődését és kikelését általában felügyelik, szemben a tengeri rákokkal, amelyek akár több százezer petét is lerakhatnak párzás után. Az édesvízi rákok petéje meglehetősen nagy, általában 1 mm átmérőjű.
Az édesvízi életmódhoz való alkalmazkodás során a rákok megváltoztatták vízháztartásukat, saját vizeletükből képesek visszatartani a számukra szükséges sót. Egyes rákfajok a szárazföldi életmódhoz is alkalmazkodtak, kopoltyújuk mellett kialakult egy kisegítő légzőszerv, ún. áltüdő, amely lehetővé teszi, hogy levegőből is oxigénhez jussanak. Ez lehetővé teszi a hosszas szárazföldi tartózkodást, de időnként még így is vissza kell térniük a vízbe.

## Élőhelyük
Az édesvízi rákok a trópusi és szubtrópusi éghajlatú vidékeken találhatók meg elsősorban. Élőhelyük igen változatos, lehet gyors folyású folyó, tó, mocsár, vagy akár a fa törzse és egy barlang is. Jellemzően éjszakai fajok, csak éjszaka jönnek elő búvóhelyükről, hogy táplálékot szerezzenek. Az édesvízi rákfajok többsége mindenevő, míg egy részük specializálódott ragadozó, mint például a Tanganyika-tóban élő Platyhelphusa armata, amely csigákkal táplálkozik. Egyes rákfajok fontos táplálékforrásai a környezetükben élő gerinceseknek. Egyes rákfajok a valódi mételyek közé, a Paragonimus nemzetségbe tartozó férgek gazdaállatai lehetnek, amelyek az embereket is megfertőzhetik és tüdőmételyt okozhatnak.
Az édesvízi rákok közé tartozó fajok többsége endemikus, vagyis csak egy jól meghatározott elterjedési területen él. Ez elsősorban annak tulajdonítható, hogy aránylag kevés számú petét raknak ívás során és azoknak is rossz a kikelési aránya. Az édesvízi rákok kedvelt élőhelyeit a világ sok részén veszélyezteti az emberi tevékenység, kezdve a folyó- és állóvizek szennyézétől a lápok, mocsarak lecsapolásáig. Elterjedésüket erősenn befolyásolja élőhelyük: Afrika nyugati részén a szavannákon élő fajok jobban elterjedtek, mint az esőerdőben élők, Afrika keleti részén a helyvidéken élő fajok kevésbé kiterjed területen élnek, mint az alacsonyan fekvő területek fajai.
Az eddig leírt összes édesvízi rákfajt osztályozta a Természetvédelmi Világszövetség (International Union for Conservation of Nature, IUCN) a fajok 32%-át a kihalással fenyegetett kategóriába sorolták. Például Srí Lanka 50 édesvízi rákfaja közül 49 endemikus, csak a szigeten él és több mint felük súlyosan veszélyeztetett besorolást kapott.

## Magyarországi édesvízi rákok

### Őshonos fajok
Magyarország legfejlettebb rákjai a tízlábú rákok (Decapoda). Hazai vizeinkben az Astacus nem három faja őshonos:
- folyami rák (nemes rák, Astacus astacus),
- kövi rák (Astacus torrentium),
- kecskerák (Astacus leptodactylus)

Legismertebb közülük a valaha gyakori, ma már ritka folyami rák (Astacus astacus), mely a csendes, lassan folyó vizekben a vízinövények, belógó gyökerek közt és egyéb rejtekhelyeken él — akár 20 évig is. Dögevő. A húsa keresett ínyencség.
A kövi rák (Astacus torrentium) köves hegyi patakokban él. Állománya annyira megcsappant, hogy fokozottan védetté kellett nyilvánítani. A Pilis, a Budai-hegység és a Börzsöny néhány patakjában még előfordul. A másik két fajnál kisebb (8–12 cm), ollói rövidek, vastagok, lekerekítettek. Dögevő. Kis ollói miatt nem nagyon ették.
A kecskerák (galíciai rák, Astacus leptodactylus) a Balaton és a zavaros lassan folyó vizek lakója. Fölül szürkés- vagy sárgászöld, szemének nyele élénkpiros. 26 cm-re is megnőhet. A legkönnyebben hosszúkás ollóiról ismerhető fel. Fejtorának pajzsoldalai dúsan tüskések, félkörös nyakbarázdájának két végén erős, hajlott fog nő. Balatonban gyakori. A 20. században, nyugat felé terjeszkedve ért el hozzánk.
A 19. század közepétől a rákpestisnek nevezett járvány mindhárom faj egyedszámát kritikusan lecsökkentette. A kecskerák állományának regenerálódását a Balatonban az angolnák betelepítése akadályozta meg. A jelenlegi fő veszély, hogy az ezredforduló táján a nyugati határszélünkön a Gyöngyös-patakba betelepült amerikai jelzőrák (Pacifastacus leniusculus) is terjeszti a rákpestist. Maga a jelzőrák nem rezisztens a betegségre, de többnyire túléli, az őshonos fajok viszont belepusztulnak.

### Behurcolt fajok
- amerikai folyamirák (Pacifastacus leniusculus) — 1998-ban vagy ez előtt települt be.[8][9]
- amerikai cifrarák (Orconectes limosus) — 1960 előtt érkezett az országba[10]
- gyapjasollós rák (Eriocheir sinensis)
- kaliforniai vörösrák, (vörös rák, kubai vagy kék rák; Procambarus clarkii)

## Közeli fajok
Dalmácia tengermelléki vizeiben él a csókarák (Austropotamobius pallipes).

## Fordítás
- Ez a szócikk részben vagy egészben  a   Freshwater crab című angol Wikipédia-szócikk ezen változatának fordításán alapul.  Az eredeti cikk szerkesztőit annak laptörténete sorolja fel. Ez a jelzés csupán a megfogalmazás eredetét és a szerzői jogokat jelzi, nem szolgál a cikkben szereplő információk forrásmegjelöléseként.